# Norbert Fischer (Jurist)
Norbert Otto Theodor Fischer (* 24. Dezember 1927 in Breslau; † 29. Juli 2006 in Düsseldorf) war ein deutscher Jurist und Bankier.

## Leben
Norbert Fischer studierte Rechtswissenschaften und wurde im Jahr 1956 an der Westfälischen Wilhelms-Universität in Münster zum Doktor der Rechtswissenschaften (Dr. jur.) promoviert. Er wurde Rechtsanwalt und 1967 Vorstandsmitglied der Westdeutsche Landesbank Girozentrale Düsseldorf (West LB). war zudem vorsitzender Geschäftsführer und Vorstandsvorsitzender des Werkzeugmaschinenherstellers Wilhelm Hegenscheidt (W. Hegenscheidt GmbH, heute Hegenscheidt MFD) mit Sitz in Erkelenz.
Er engagierte sich vor allem für das Deutsche Rote Kreuz und war dessen Präsident im Landesverband Nordrhein, Aufsichtsratsvorsitzender des Blutspendedienstes in Nordrhein-Westfalen und Vorsitzender des Präsidialrates, einem verfassungsmäßigen Organ, bestehend aus den Präsidenten der 19 selbständigen Landesverbände.
Norbert Fischer war Rotarier, katholisch, ab 1953 verheiratet mit Marianne Fischer, geborene Schmitz, und hatte die drei Kinder Maria, Barbara und Michael.

## Auszeichnungen und Ehrungen
- Ehrenmitglied des Präsidiums des Deutschen Roten Kreuzes
- Ehrenpräsident des DRK-Landesverbandes Nordrhein
- Ehrenzeichen des Deutschen Roten Kreuzes
- Großes Verdienstkreuz des Verdienstordens der Bundesrepublik Deutschland (1993)
- Verdienstorden des Landes Nordrhein-Westfalen (1997)[1]
- Komtur des Ritterordens vom Heiligen Grab zu Jerusalem